# آدامز سنتر (نیویورک)
ادامز سنتر، نیو یورک (به انگلیسی: Adams Center, New York) در ایالات متحده آمریکا است که در ایالت نیویورک واقع شده‌است.

## خصوصیات
ادامز سنتر ۱۲٫۹ کیلومترمربع مساحت و ۱٬۵۶۸ نفر جمعیت دارد و ۱۹۵ متر بالاتر از سطح دریا واقع شده‌است.